# ادريانو بيرنانديس
ادريانو بيرنانديس (بالبرتغالية: Adriano Bernandes da Silva‏) هو لاعب كرة قدم برازيلي في مركز الهجوم، ولد في 14 يناير 1986 في البرازيل. لعب مع نادي بيسكارا ونادي كياسو.